# ヴァシリー・アレクサンドロヴィチ (ブリャンスク公)
ヴァシリー・アレクサンドロヴィチ（ロシア語: Василий Александрович、? - 1314年）は、スモレンスク大公アレクサンドルの子である（ニコライ・カラムジンはオレグ家(ru)出身のアレクサンドル・ロマノヴィチの子としている）。ブリャンスク公（在位：? - 1309年、1310年 - 1314年）。

## 生涯
初代ブリャンスク公であるロマンの子である、オレグ(ru)、ミハイル(pl)の子らが死亡した後、ヴァシリーはブリャンスク公位を得た。が、1309年に、叔父であるかつてのモジャイスク公スヴャトスラフに公位を追われた。なお、これらスモレンスク系の公がブリャンスク公位に上がったのは、オレグの娘がスモレンスク公国のいずれかの公と婚姻関係にあったがゆえであるという仮説が立てられている。
1310年、ヴァシリーはジョチ・ウルスからの援軍を得て、スヴャトスラフに勝利し（スヴャトスラフは戦死）、再びブリャンスク公国を手中に収めた。さらに同年、カラチェフ公スヴャトスラフ（上記のモジャイスク公とは別人）を討ち、カラチェフ公国を占領した。
1314年に死亡した。